# Abstinència
L'abstinència és la moderació voluntària en caure en activitats corporals que donen plaer. Molt freqüentment es refereix a l'abstinència sexual o abstenir-se de prendre alcohol o aliments. L'abstinència pot sorgir de prohibicions religioses o de consideracions pràctiques.
L'abstinència també es pot referir a les drogues. Per exemple abstenir-se de fumar.
L'abstinència pot adoptar formes diverses. De manera comuna es refereix a l'abstinència temporal o parcial d'aliments com en el dejuni. En ser una actitud voluntària es diferencia l'abstinència del mecanisme psicològic de la repressió que és inconscient i de conseqüències no saludables.

## L'abstinència en la religió
L'abstinència pot sorgir de l'ascetisme, present en moltes creences religioses, o d'una necessitat de disciplina espiritual.
Per al judaisme, el principal dia d'abstinència és el Yom Kippur. Per l'Islam ho és el període del Ramadà. Tant en l'Islam com en el cristianisme està prohibit el sexe abans del matrimoni igual com en algunes altres religions. En el catolicisme hi ha un breu període d'abstinència de menjar i beure abans de combregar i molts catòlics tradicionals tenen un període d'abstinència els divendres de tot l'any. En l'església ortodoxa l'abstinència abans de combregar és més llarga i dura des de la mitjanit abans de la comunió. També hi ha períodes d'abstinència en el protestantisme, els mormons i l'Església del Setè Dia o adventistes.
Al budisme, l'hinduisme i el jainisme de l'Índia hi ha abstinència de menjar carn i peix com a actitud de reverència cap a totes les formes de vida. Els bhikkhus mantenen a més un vot de castedat.

## En la medicina
En la medicina, l'abstinència és deixar de prendre una droga després d'haver-ne estat adicte i això es pot mostrar sota una síndrome d'abstinència. s recomana l'abstinència de la nicotina del tabac pels que hagin tingut una cirurgia cosmètica o cirurgia plàstica.